# Lathromeris baetica
Lathromeris baetica är en stekelart som beskrevs av Novicki 1936. Lathromeris baetica ingår i släktet Lathromeris och familjen hårstrimsteklar.
Artens utbredningsområde är Spanien. Inga underarter finns listade i Catalogue of Life.